# Glicerolo-3-fosfato deidrogenasi (NAD+)
La glicerolo-3-fosfato deidrogenasi (NAD+) è un enzima appartenente alla classe delle ossidoreduttasi, che catalizza la seguente reazione:
sn-glicerolo 3-fosfato + NAD+ ⇄ diidrossiacetone fosfato + NADH + H+
Agisce anche sul propano-1,2-diolo fosfato e sul glicerone solfato (con una minore affinità).